# Cabo Catoche

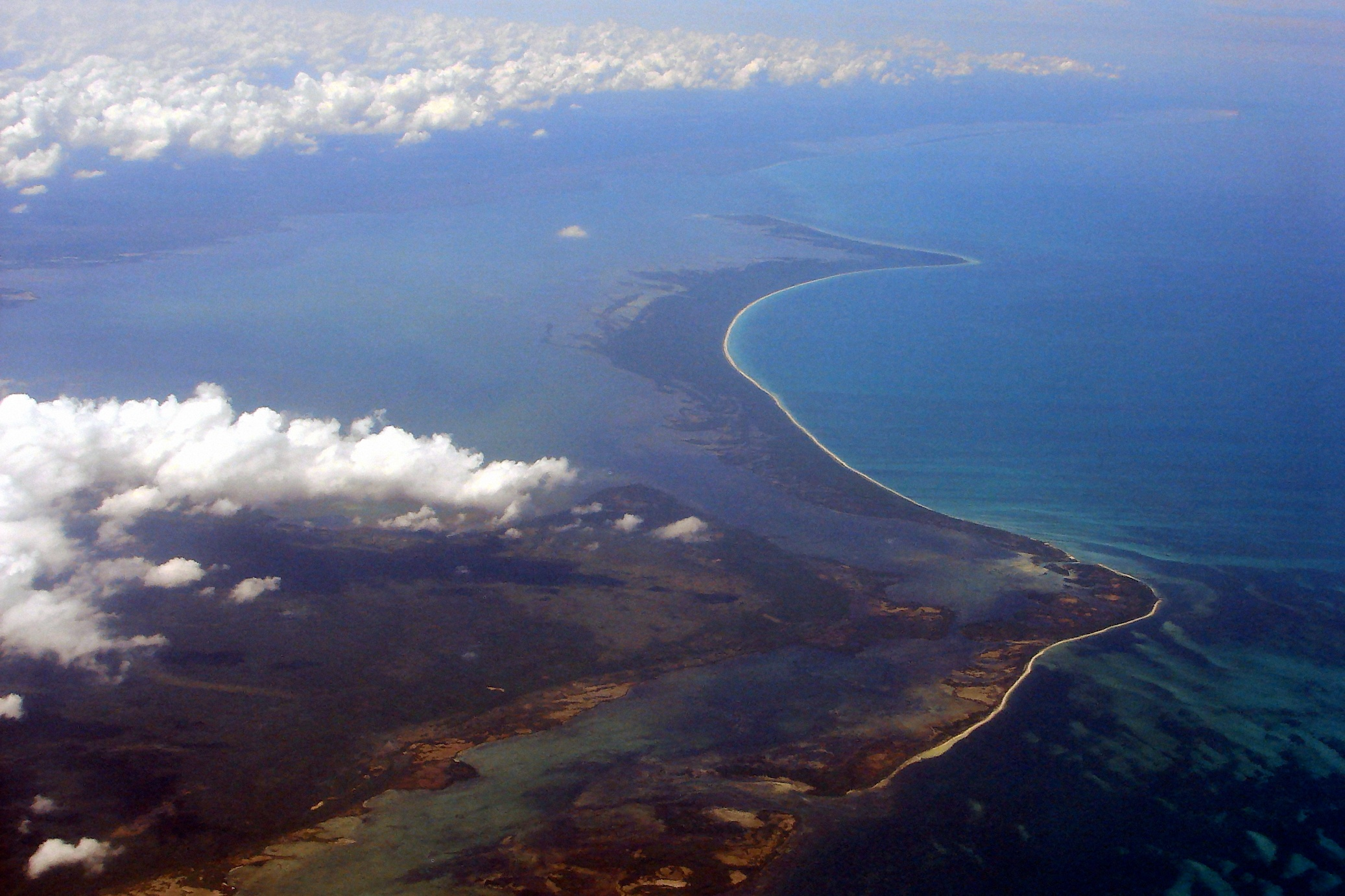
Cabo Catoche

Cabo Catoche (auch Kap Catoche, Mayathan: Ekab K’otoch) ist ein Kap an der äußersten Spitze der mexikanischen Halbinsel Yucatán. Die Insel befindet sich 50 km nördlich von Cancún.
Die Insel war der erste Landungspunkt der Europäer auf dem heutigen mexikanischen Territorium im Jahr 1517 geleitet von Francisco Hernández de Córdoba.